# Arthur Power
Pour les articles homonymes, voir Power.
Arthur John Power est un officier britannique de la Royal Navy, la marine militaire du Royaume-Uni.

## Biographie
Il est né à Londres le 12 avril 1889 et décédé le 28 avril 1960 au Royal Hospital Haslar, à Gosport. Il prend part à la Première Guerre mondiale en tant que officier d'artillerie durant la bataille des Dardanelles. Durant l'entre deux guerres, il commande l'école d'artillerie HMS Excellent et le porte-avions HMS Ark Royal. Au cours de la Seconde Guerre mondiale, il prend un rôle actif dans la planification du débarquement allié en Sicile (Opération Husky) et en Italie (Opération Avalanche). Il commande les forces navales pour le débarquement du 5e corps d'armée britannique à Tarente en septembre 1943. À la fin du conflit, il devient commandant en chef de l'Eastern Fleet et conduit des raids navals sur les positions de l'Armée impériale japonaise à Bornéo et sur la Malaisie britannique. Après la guerre, il est nommé Second Sea Lord, commandant en chef de la Mediterranean Fleet et Commander-in-Chief, Portsmouth.
Il se marie en 1918 avec Amy Bingham, ils ont trois fils dont l'amiral britannique Arthur Mackenzie Power. Son épouse décède en 1945, il se marie en 1947 avec Margaret Joyce Watson.

## Sources
- (en) Cet article est partiellement ou en totalité issu de l’article de Wikipédia en anglais intitulé « Arthur Power » (voir la liste des auteurs).